# ドワールカ・セクター13駅
ドワールカ・セクター13駅（英語：Dwarka Sector 13、ヒンディー語：द्वारका सैक्टर १३）は、インドデリーにあるデリー・メトロブルーラインの駅である。